# Fontainebleau
Fontainebleau je naselje in občina v osrednji francoski regiji Île-de-France, podprefektura departmaja Seine-et-Marne. Leta 2016 je naselje imelo 15.417 prebivalcev.
Je občina v metropolitanskem območju Pariza, Francija. Občina ima največje kopensko območje v regiji Île-de-France in je edina, ki pokriva večje območje od samega Pariza.
Fontainebleau je znan po velikem in slikovitem Fontainebleauškem gozdu, ki je priljubljen vikend za Parižane, kot tudi po zgodovinski palači Fontainebleau, ki je nekoč pripadala francoskim kraljem. Je tudi dom INSEAD (Institut Européen d'Administration des Affaires), ene najbolj elitnih poslovnih šol na svetu.

## Zgodovina
Fontainebleau je bil zabeležen v različnih latiniziranih oblikah, kot so Fons Bleaudi, Fons Bliaudi, Fons Blaadi v 12. in 13. stoletju, s Fontem blahaud, ki je bil zapisan leta 1137. V 17. stoletju je postal Fons Bellaqueus, ki je dalo ime prebivalcev kot Bellifontains. Ime izvira iz srednjeveške sestave dveh besed: Fontaine – 'izvir', ki mu sledi nemško ime Blizwald .
V zaselku je bila sredi 12. stoletja kraljevska lovska koča in kapela Ludvika VII. Stoletje pozneje je Ludvik IX., imenovan tudi sveti Ludvik, ki je zelo cenil Fontainebleau in ga imenoval 'svojo divjino', zgradil podeželsko hišo in bolnišnico.
Filip Lepi je bil tukaj rojen leta 1268 in tu tudi umrl leta 1314. Vseh triintrideset vladarjev, od Ludvika VI., Debelega (1081–1137) do Napoleona III. (1808–1873), je preživljalo čas v Fontainebleauju.
Povezava med mestom Fontainebleau in francosko monarhijo je bila okrepljena s preoblikovanjem kraljeve hiše v pravo kraljevo palačo, palača Fontainebleau. To je dosegel veliki kralj graditelj Franc I. (1494–1547), ki je, v največjem številu njegovih gradbenih projektov, rekonstruiral, razširil in preoblikoval kraljevi dvor v Fontainebleauju v rezidenco, ki je postala tudi njegova najljubša, kot tudi rezidenca njegove ljubice, Anne, vojvodinje Étampes.
Od 16. do 18. stoletja je vsak kralj do Ludvika XV., naredil pomembne obnove v palači Fontainebleau, vključno z rušenjem, rekonstrukcijami, dodatki in okraski različnih opisov, ki so jo obogatili z lastnostjo nekoliko heterogene, a kljub temu harmonične palače.
18. oktobra 1685 je Ludvik XIV. tam podpisal edikt. Znan tudi kot preklic Nantskega edikta, je ta kraljevi ukaz razveljavil dovoljenje, ki so ga leta 1598 dobili hugenoti, da bi javno verovali na določenih lokacijah in imeli nekatere druge privilegije. Posledica tega je bila, da je bilo veliko protestantov prisiljeno, da so se spreobrnili v katoliško vero, bilo ubitih ali prisiljenih v izgnanstvo, predvsem v Nizozemskih deželah, Prusiji in Angliji. 
Tu je bil leta 1762 je bil sklenjen  tajni sporazum med Francijo in Španijo o predaji ozemlja Louisiane zahodno od Mississippija Španiji. Tudi predhodna pogajanja, ki so potekala pred podpisom Pariške pogodbe leta 1763, ki je končala sedemletno vojno, so bila v Fontainebleauju.
Med francosko revolucijo je bil Fontainebleau začasno preimenovan v Fontaine-la-Montagne, kar pomeni 'Fontana ob gori'. (Gora je vrsta skalnatih formacij, ki so v Fontainebleauškem gozdu).
29. oktobra 1807 sta Manuel Godoy, kancler španskega kralja Karla IV. in Napoleon podpisala Fontainebleauški sporazum, ki je dovolil prehod francoskih vojakov preko španskih ozemelj, da bi lahko napadli Portugalsko.
20. junija 1812 je papež Pij VII. prispel v palačo Fontainebleau, po tajnem premestitvi iz Savone v spremstvu svojega osebnega zdravnika Balthazarda Claraza. V slabem zdravstvenem stanju je bil papež Napoleonov zapornik in je ostal v njegovem uglajenem zaporu v Fontainebleauju devetnajst mesecev. Od junija 1812 do 23. januarja 1814 papež ni nikoli zapustil svojega stanovanja.
20. aprila 1814 se je Napoleon Bonaparte, tik pred prvo abdikacijo, poslovil od Stare garde, znanih grognardov, ki so z njim sodelovali od njegovega prvega pohoda, na 'dvorišču Beli konj' (la cour du Cheval). Blanc) v palači Fontainebleau. (Od takrat se je dvorišče preimenovalo v 'Dvorišče slovesa'.) Po sodobnih virih je bila priložnost zelo napredna. Fontainebleaujska pogodba iz leta 1814 je odvzela Napoleonu moč (vendar ne naziva kot francoskega cesarja), z njo se je brezpogojno odpovedal Francoskemu cesarstvu in ostalim deželam ter pristal na izgnanstvo na Elbo.
Do 19. stoletja je bil Fontainebleau naselje in predmestje Avona. Kasneje se je razvil kot samostojno stanovanjsko mesto.
Za poletne olimpijske igre 1924 je mesto gostilo jahalni del sodobnega pentatlona. Ta dogodek se je odvijal v bližini igrišča za golf. 
V juliju in avgustu 1946 je mesto gostilo francosko-vietnamsko konferenco, katere namen je bil najti rešitev za dolgo sporni boj za neodvisnost Vietnama od Francije, vendar se je konferenca končala z neuspehom.
Fontainebleau je gostil tudi generalno osebje zavezniških sil v Srednji Evropi (Center zavezniških sil ali AFCENT) in poveljstvo kopenskih sil (LANDCENT); zračno poveljstvo (AIRCENT) je bilo v bližini kampa Guynemer. Ti objekti so bili vzpostavljeni od začetka Nata do delnega umika Francije iz Nata leta 1967, ko so Združene države te baze vrnile francoskemu nadzoru. Nato je preselil AFCENT v Brunssum na Nizozemskem in AIRCENT v Ramstein v Zahodni Nemčiji. (Upoštevajte, da se je vrhovno poveljstvo zavezniških sil Evrope, znano tudi kot SHAPE, nahajalo v Rocquencourtu, zahodno od Pariza, precej oddaljeno od Fontainebleauja).
Leta 2008 je na teniškem igrišču Chateaua potekalo moško svetovno prvenstvo v dvoranskem tenisu (Jeu de Paume). Prvo tako svetovno prvenstvo je najstarejše v športu, Fontainebleau pa ima eno od le dveh aktivnih igrišč v Franciji.

## Geografija
Kraj leži v osrednji Franciji sredi obsežnega gozdnatega ozemlja 16 km južno od Meluna, 55 km jugovzhodno od Pariza.

## Administracija
Fontainebleau je sedež istoimenskega kantona, v katerega so poleg njegove vključene še občine Avon, Bois-le-Roi, Héricy, Samois-sur-Seine, Samoreau in Vulaines-sur-Seine s 44.241 prebivalci.
Naselje je prav tako sedež okrožja, v katerem se nahajajo kantoni La Chapelle-la-Reine, Château-Landon, Fontainebleau, Lorrez-le-Bocage-Préaux, Moret-sur-Loing in Nemours s 144.849 prebivalci.

## Znamenitosti
- Palača Fontainebleau; največja kraljeva palača v Franciji, prvotno iz 12. stoletja, je bila skupaj s parkom uvrščena na Unescov seznam svetovne kulturne dediščine v letu 1981.[5] Je tudi mesto, kjer je francoski kraljevi dvor od leta 1528 naprej uvajal nove renesančne zamisli.
- Fontainebleauški gozd obdaja mesto in več deset bližnjih vasi. Zaščiten pod francoskim Uradom National des Forêts in je priznana kot francoski narodni park. Upravlja se z namenom, da se ohranijo njegove divje rastline in drevesa, kot je redko drevo Sorbus latifolia in populacije ptic, sesalcev in metuljev. To je nekdanji kraljev lovski park, ki ga pogosto obiskujejo pohodniki in jahači. Gozd je prav tako dobro znan po balvanih in je še posebej priljubljen med plezalci, kot največje tovrstno območje na svetu.
- Evropski (in zgodovinski) kampus poslovne šole INSEAD je na robu Fontainebleauja in ga vodi Lycee Francois Couperin. Študenti INSEAD-a živijo v lokalnih nastanitvah okoli območja Fontainebleauja, zlasti v okoliških mestih.
- pokopališče.

## Pobratena mesta
- Konstanca, Nemčija, od 28. maja 1960
- Richmond-upon-Thames, London, Združeno kraljestvo, od 1977[6]
- Siem Reap, Kambodža, od 11. junija 2000
- Nanking, Ljudska republika Kitajska
- Lodi, Italija, od 2011
- Sintra, Portugalska, od 2016